# Korabinszky János Mátyás
Korabinszky János Mátyás (németül: Johann Matthias Korabinsky, Eperjes, 1740. február 23. – Pozsony, 1811. június 13.) tanár, könyvkereskedő, térképész.

## Élete
Szülővárosában tanult és már mint árva érkezett Pozsonyba 1756-ban, ahol az ágostai evangélikus líceumban folytatta tanulmányait. Mivel értett a zenéhez, a templomi zenekarnál alkalmazták. 1759-től 1769-ig a pozsonyi ágostai evangélikus iskolánál a sexta tanítója mellett mint adjunktus működött. Tanárkodása mellett lakásán leányintézetet alapított, ahol növendékeit a szaktárgyakon kívül, a francia és a magyar nyelvre oktatta. Ekkoriban 14 órát is tanított naponként.
Intézetét hét évig tudta fenntartani, majd belebukott. Ez elkeserítette őt és 1769-ben nagybátyjához utazott Oldenburgba, ahol igyekezete figyelmet keltett és így meghívást kapott Schwarz Gottfried szuperintendens által Rintelnbe. Ott az egyetemen teológiai, bölcseleti és matematikai előadásokat hallgatott, egyszersmind Hammerstein báró házánál nevelői állást vállalt.
Két év múlva Brémában nagybátyját meglátogatva, egy előkelő pozsonyi polgár fölszólítására hazatért. Távolléte alatt fáradsággal gyűjtött vagyona, melynek megőrzését rokonaira bízta, elveszett. Nevelői állást vállalt a Vörös családnál, majd rövid idő múlva Landerer János Mihály szolgálatába állott. Mellékesen könyvkereskedői üzletet folytatott és tiz évig a Pressburger Zeitung főmunkatársa volt. A könyvkereskedői szabadalmat, melynek elnyerését 1780-tól évekig sürgette, későn kapta meg, mert anyagilag tönkre jutott.
Időközben Benczúr tanácsos útján az árvaintézet által fölajánlott könyvtárt megvette 1000 frtért. A könyvek azonban három évig, míg a szabadalom elnyerését várta, értéktelenül hevertek. Németországba utazott tehát ismereteinek gyarapítására s könyvárusi összeköttetés szerzése végett. Ezen második útjában meglátogatta a németországi nevezetesebb nevelőket, tanítókat és nevelőintézeteket, kiterjesztette figyelmét a gyárakra, munkástelepekre, szegények és árvák intézetére is. Midőn nagybátyjához utazott, hogy attól segélyt kérjen, értesült annak haláláról. Ekkor Pozsonyba tért vissza s Weber könyvnyomtatóval lépett szövetségre, ez azonban nem segítette őt fel, az ezer forintot pedig meg kellett neki fizetni. Foglalásra került a dolog, azonban adósságának összege könyvkészletének értékét túlhaladta.
Midőn polgári jogaitól is megfosztották, elkeseredésében egy mentő röpiratot írt: Vorstellung an Menschenfreunde von ihrem Verehrer címmel. E műnek kinyomtatására azonban a cenzúra nem adott engedélyt. Társaitól elhagyatva, nyomorral küzdve, Bécsbe vándorolt, ahol egy levelező munkatársa Fries gróf házában látta el őt a szükséges ruházattal. Egyik munkájának (A Produkten-Lexikon von Kroatien) kéziratát Oehler könyvkereskedő vette meg, aki ki is nyomtatott belőle 18 ívet, ezalatt a kiadónál kapott szállást és élelmet, azonban pártolás hiánya miatt a munka félbe szakadt.
1789. októberében könyveit elárverezték, mire visszatért Pozsonyba. Reményében azonban csalódva, Magyarország víz- és természetrajzi térképét van Swieten bárónak ajánlotta fel, akinek közbenjárására Széchényi Ferenc és Forgács Miklós grófok vették pártfogásukba a szerencsétlen írót. Az első kiadta munkáját, a másik tetemes összeggel segélyezte. Ezen segélyt azonban a bécsi kiadónál lévő munkája 18 ívének megváltására fordította. A töredéket azonban semmiképp sem tudta értékesíteni. Végre a nyomorral küzdőt egy bécsi család (Hornpostel gyáros) mint házi tanítót vette pártfogásába és nyugodtan dolgozhatott Magyarország kézi Atlasán, melyet 60 lapon el is készített. Ehhez szövegül egy új Lexikont is írt, amely azonban kéziratban maradt. Hornpostel halála után elveszítvén állását, Pozsonyba tért vissza és lányánál élt sanyarú sorsban. 1811. márciusában, József nádor kegyelméből évi 400 ft nyugdíjban részesült, ezt azonban már nem sokáig élvezhette ugyanis néhány hónapra rá elhunyt.
Arcképe olajon Bredetzky Sámuel megbizásából Niedermann által készült. Ezután készült Ruscheweih karcolata és Putt rézmetszete (utóbbi Bredetzky, Beiträge zur Topographie des Königreichs Ungarn Wien, 1804. I. kötetének 2. kiadásában jelent meg)

## Emléke
- Pozsonyban egy utca van róla elnevezve

## Művei
- 1760 Anschickung zu den biblischen Geschichten und zur nützlichen Kenntniss der Ziffer. Regensburg.
- 1774 Der ungrische Sprachmeister, oder kurtze Anweisung zu der edlen ungarischen Sprache, nebst einem Anhang von Gesprächen. Der deutschen Nation zum Nutz und Dienste gutherzig gestellt von Meliboeo. 5. (6.) Aufl. In einer ganz veränderten Gestalt Mit einem neuen Anhange von den allernöthigsten Wörtern, Idiotismen, Sprichwörtern, Gesprächen, Gedichten, ergötzenden Mannigfaltigkeiten und einem Grundrisse einer ungarischen Handbibliothek vermehrt. Pressburg, 1774. (Bél Mátyás ezen munkáját K. névtelenül adta ki Landerer Mihálynál; még az ő életében megjelent ugyanaz 1779., 1787., 1793., 1800. és 1805-ben; azért ezen kiadások szintén neki tulajdonítandók.)
- 1778 Almanach von Ungarn auf das Jahr 1778. Wien/ Pressburg.
- 1781 Beschriebung der königl. ungarischen Haupt-, Frey- und Krönungsstadt Pressburg. Nebst einem Anhange vom königlichen Schlosse und der umliegenden Gegend. Erster Theil. Mit dem Graundrisse der Stadt und der umliegenden Gegend. Prag. (II. része kéziratban maradt. Megjelent azonban ebből: Beiträge zur Geschichte der Stadt Pressburg az Ungarisches Magazin I. 1. és 2. füzetében és az Iris című hírlap 1828. 33-47. sz.)
- 1786 Geographisch-historisches und Produkten-Lexikon von Ungarn, in welchem die vorzüglichsten Oerter des Landes in alphabetischer Ordnung angegeben, ihre Lage bestimmt, und mit kurzen Nachrichten, die im gesellschaftlichen Umgange angenehm und nützlich sind, vorgestellt werden. Mit einer Postkarte, durch deren Beyhilfe man sich einen vollständigen Ideal-Atlas dieses Reichs selbst entwerfen kann. Pressburg. (Legbecsesebb műve, melyet az utána következő földrajzírók, különösen Vályi András fölhasználtak. Ism. Mercur von Ungarn és Allg. Liter. Zeitung 141. sz. II. k. 505. l.)
- 1787 Abbildungen verschiedener Familien-Wappen in Ungarn. Erstes Hundert. Pressburg.
- 1788 Versuch eines kleinen türkischenWörterbuchs mit beigesetzten deutsch-ungarisch und böhmischen Bedeutungen, und einer kurzgefassten türkischen Sprachlehre. Pressburg.
- 1789 Geographischhistorisches und Produkten-Lexikon von den Königreichen Kroatien, Slavonien, Dalmatien, Servien, Bosnien, Galicien, mit der vereinten Bukowina; vom Grossfürstenthum Siebenbürgen; von der Moldau und Wallachey. Beigefügt sind noch die vorzüglichsten Oerter der Europäischen Türkey und Giechenlands. Wien.
- 1804 Atlas regni Hungariae portatilis. Neue und vollständige Darstellung des Königreichs Ungarn auf LX Tafeln. Wien. (Ism. Annalen 1805. Ujabb kiadása: Pozsony, 1817. és 1837.)
- Tabula memorialis, sistens ideam ac ambitum universae eruditionis humanae...
- Spiele für Kinder, Gedächtniss und Verstand zu schärfen, deutsch, ungrisch und böhmisch. Pressburg.
- Geographisch-statistische Tabelle vom ganzen Erdboden...
- Novissima regni Hungariae potomographica et telluris productorum tabula ...

## Külső hivatkozások

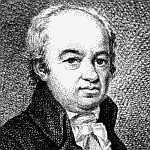

- Szinnyei József: Magyar írók élete és munkái VI. (Kende–Kozocsa). Budapest: Hornyánszky. 1899.
- Geographisch-historisches und Produkten Lexikon von Ungarn
- Térkép
- A Pallas nagy lexikona
- MTA FKI
- Magyar életrajzi lexikon 1000-1990
- Kislexikon [Tiltott forrás?]
- A magyar néprajz tudománytörténete